# Reaktivni avtomobil
Reaktivni avtomobil (angleško jet car) je avtomobil, ki ga poganja reaktivni motor. Jet Dragster je reaktivni avtomobil, ki se uporablja za dirke v pospeševanju (drag racing).
Reaktivne avtomobile se večinoma uporablja za podiranje kopenskih hitrostnih rekordov. Mednarodna avtomobilistična zveza je leta 1964 spremenila pravila in dovolila uporabo reaktivnega pogona.
Sodobni Jet Dragsterji lahko dosežejo hitrost 300 milj/h v četrtini milje. Med motorji, ki se uporabljajo, sta Pratt & Whitney J60 in General Electric J85